# Thalassoalaimus aquaedulcis
Thalassoalaimus aquaedulcis är en rundmaskart som beskrevs av W. Schneider 1940. Thalassoalaimus aquaedulcis ingår i släktet Thalassoalaimus och familjen Oxystominidae. Inga underarter finns listade i Catalogue of Life.